# Volo Empire Airlines 8284
Il volo Empire Airlines 8284 era un collegamento per trasporto merci da Fort Worth a Lubbock, negli Stati Uniti d'America, operato da Empire Airlines per conto di FedEx Express. Il 27 gennaio 2009, un ATR 42-320 operante il volo precipitò durante la fase di avvicinamento a causa di errori dei piloti, che non stabilizzarono l'aereo per l'atterraggio. Nonostante lo schianto e il successivo incendio, i due occupanti, entrambi membri dell'equipaggio, riuscirono a evacuare in sicurezza.

## L'aereo

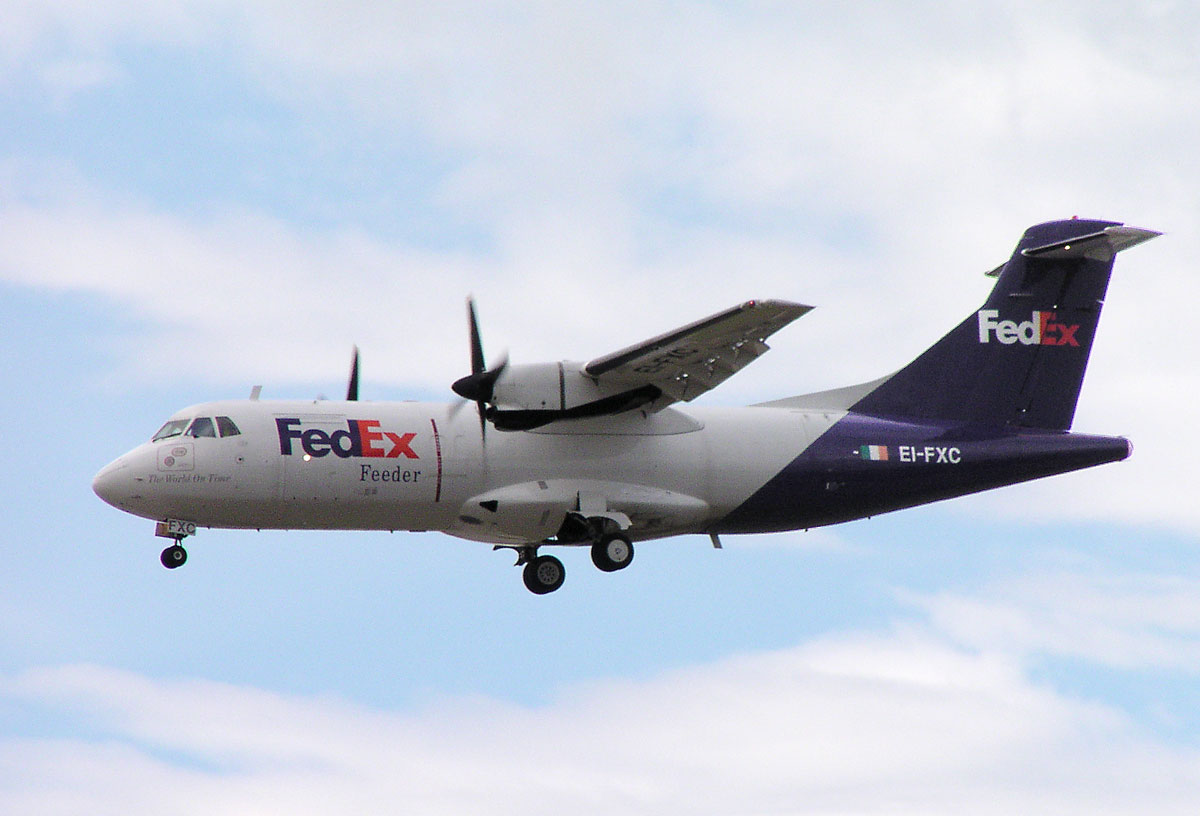
Un ATR 42 simile a quello coinvolto nell'incidente.

Il velivolo coinvolto era un ATR 42-320, marche N902FX, numero di linea 175. Volò per la prima volta il 15 gennaio 1990 e venne consegnato a Bar Harbor Airlines un mese dopo, il 15 febbraio. Volò per Continental Express, ExpressJet Airlines e infine per FedEx Express, entrando a far parte della flotta il 19 febbraio 2003. Era spinto da 2 motori turboelica Pratt & Whitney Canada PW121. Al momento dell'incidente, l'aereo aveva circa 19 anni e aveva accumulato 28 768 ore di volo in 32 379 cicli di decollo-atterraggio.

## L'equipaggio
Il comandante era il 52enne Rodney Holberton. Aveva un totale di 13 935 ore di esperienza di volo, delle quali 12 742 come pilota in comando (PIC); 2 052 delle totali erano sull'ATR 42 e 1 896 come PIC su quel tipo di velivolo. Il primo ufficiale era il 26enne Heather Cornell, con 2 109 ore di volo, secondo i registri di Empire Airlines. Di quelle, 130 erano sull'ATR 42 come copilota.

## L'incidente

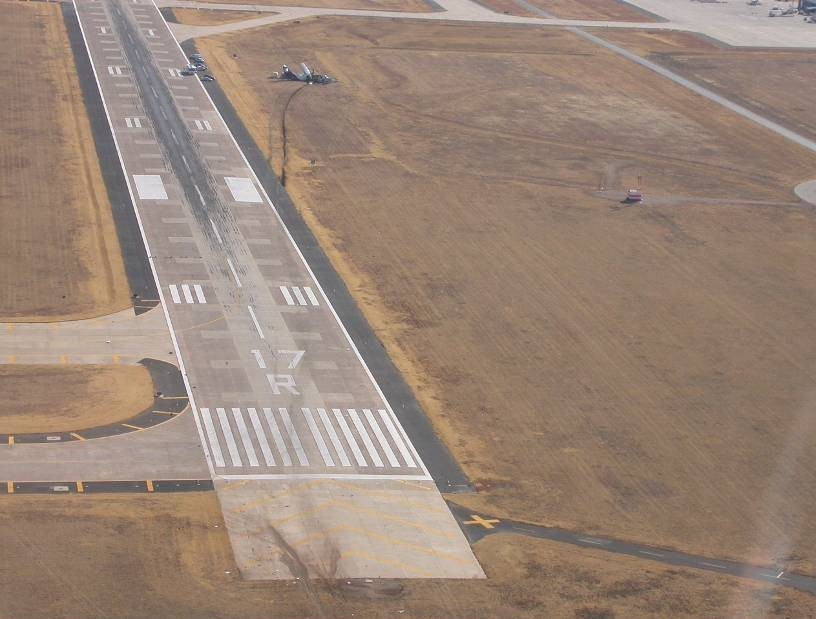
Una vista dall'alto dell'incidente. In alto al centro si può notare l'aereo giacente fuori dalla pista.

Il volo si stava avvicinando all'aeroporto internazionale di Lubbock intorno alle 04:30 CST in una fitta e gelida nebbia.
Durante l'avvicinamento, si verificò un malfunzionamento che impedì il dispiegamento dei flap. Il primo ufficiale continuò a pilotare mentre il comandante tentava di risolvere il guasto. Nessuno dei due stava monitorando la velocità e l'aereo iniziò a scendere a oltre 2 000 piedi (610 m) al minuto, portando all'emissione di un avviso di "PULL-UP" da parte del ground Proximity Warning System. L'equipaggio tirò a sé la barra di comando 17 secondi dopo il primo l'allarme. L'aeromobile entrò quindi in una stallo aerodinamico e si schiantò al suolo poco distante dalla soglia della pista, scivolando per 3 300 piedi (1 000 m) e uscendo sulla destra della pista 17R. Un piccolo incendio scoppiò poco dopo.
I funzionari dell'aeroporto affermarono che le condizioni meteorologiche non avevano contribuito all'incidente.

## Le indagini
Il National Transportation Safety Board (NTSB) indagò sulle cause dell'incidente. Il registratore dei dati di volo e il registratore vocale della cabina di pilotaggio permisero di appurare che l'equipaggio aveva deciso di continuare l'atterraggio dopo il problema ai flap, che non si erano estesi, anziché eseguire una riattaccata. Inoltre, l'equipaggio non riuscì ad applicare la massima spinta del motore immediatamente dopo lo stallo, facendolo solo 17 secondi dopo l'avviso emesso dal TAWS. Negli interrogatori post-incidente, il comandante affermò di aver avuto difficoltà a dormire prima del volo a causa di una "situazione di elevato carico di lavoro" che influenzò le sue prestazioni. Dopo il completamento dell'indagine, l'NTSB pubblicò il rapporto finale nel 2011. In esso, gli investigatori affermarono: "il National Transportation Safety Board determina che la probabile causa di questo incidente è stata l'incapacità dell'equipaggio di volo di monitorare e mantenere una velocità minima sicura durante l'esecuzione di un avvicinamento strumentale in condizioni di formazione di ghiaccio, che ha provocato uno stallo aerodinamico a bassa quota. All'incidente hanno contribuito 1) l'incapacità dell'equipaggio di seguire le procedure operative standard in risposta a un'anomalia del flap, 2) la decisione del comandante di continuare con un avvicinamento non stabilizzato, 3)  una cattiva gestione delle risorse dell'equipaggio e 4) l'affaticamento dovuto all'ora del giorno in cui si è verificato l'incidente e un debito cumulativo di sonno, che probabilmente ha compromesso le prestazioni del comandante".

## Conseguenze
L'aereo rimase gravemente danneggiato nell'incidente e venne demolito. I membri dell'equipaggio furono trasportati in ospedale per medicare le ferite lievi subite. Entrambi tornarono a volare con FedEx Express un mese dopo.
L'NTSB emise nove raccomandazioni di sicurezza a seguito dell'incidente, comprese alcune per prevenire la formazione di ghiaccio in volo. L'incidente portò l'EASA a riesaminare gli stick shaker, utilizzati per prevenire uno stallo, e ad adottare nuove regole relative alla simulazione delle condizioni di ghiaccio nei simulatori di volo.